# Berthachar
Berthachar (Bertachar oder Berthar, „der glänzende Held“, * um 485; † um 530) war nach 500-510 zusammen mit seinen Brüdern Baderich und Irminfried (Hermenefried) König von Thüringen. Eine Schwester hieß Raicunda (nach Paulus Diaconus auch Rathecunda, Ranicunda, Radicunda oder Radegunda) und war mit dem Langobardenkönig Wacho verheiratet.
Berthachar war Sohn des Königs Bisinus. Seine Tochter Radegundis wurde nach dem Sieg der Franken 531 vom Frankenkönig Chlothar I. zur Heirat gezwungen. Ihr Bruder wurde von Chlothar, da der Merowinger seine Erbansprüche ausschalten wollte, ermordet. Radegunde ging schließlich ins Kloster und wurde später heiliggesprochen.
In der Forschung wird kontrovers diskutiert, ob Berthachar von seinem Bruder Herminafried beim Kampf um die Vorherrschaft getötet wurde (so berichtet es Gregor von Tours), oder ob er bei einem fränkischen Invasionsversuch zwischen 528/529 (allerdings ungesichert) und 531 ums Leben gekommen ist.